# Chiloglanis microps
Chiloglanis microps е вид лъчеперка от семейство Mochokidae.

## Разпространение
Видът е разпространен в Демократична република Конго.